# Cuscús de muntanya
El cuscús de muntanya (Phalanger carmelitae) és una espècie de marsupial de la família dels falangèrids. Viu a Indonèsia i Papua Nova Guinea.